# Kazankerk (Dolgoproedny)
De Kerk van de Icoon van de Moeder Gods van Kazan (Russisch: Храм Казанской Иконы Божьей Матери), of afgekort Kazankerk, is een Russisch-orthodoxe kerk in de circa 20 km ten noorden van het Moskouse stadscentrum gelegen stad Dolgoproedny (Russisch: Долгопру́дный).
De bouw van de kerk werd begonnen in 1999 en was een initiatief van de in het jaar 2003 overleden priester Vladimir Simakov. Het gebouw moest meer dan 50 meter hoog worden, plaats bieden aan 1.000 gelovigen en 33 koepels tellen, voor elk levensjaar van Jezus één koepel. De ruwbouw werd in 2003 voltooid. De inwijding vond plaats in 2008.
De in eclectische stijl gebouwde kerk heeft de vorm van een tent en aan de westzijde een rechthoekige klokkentoren. In de onmiddellijke nabijheid van de kerk staat de oude houten Kerk van de Heilige Joris (1774), de Drie-Eenheidskerk en een vroeg-20e-eeuwse klokkentoren.

## Locatie
De kerk is gelegen aan de Lichatsjevskoje sj. 85-a, Dolgoproedny (Oblast Moskou).